# Sperrstelle Lavin

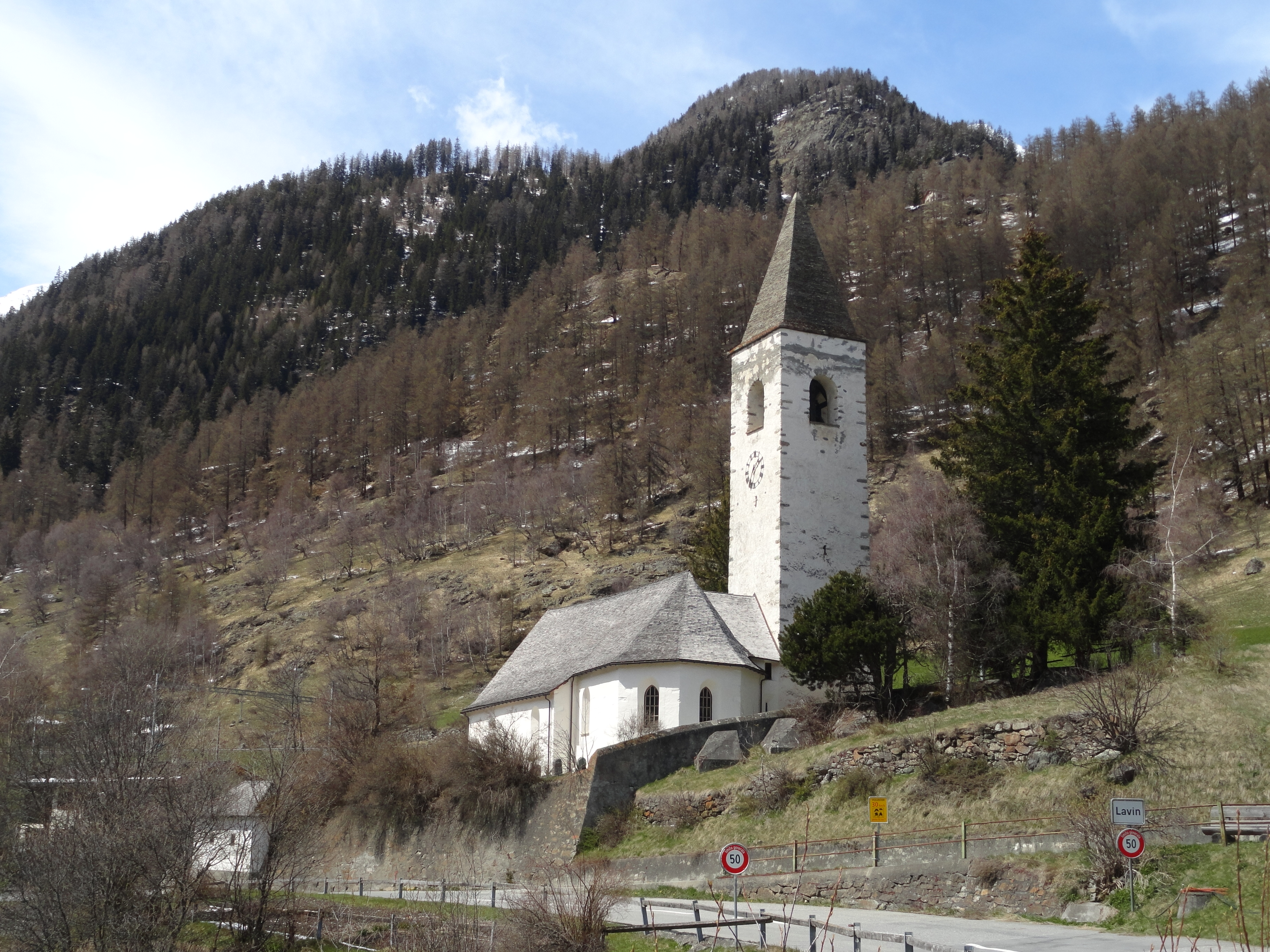
Friedhofsmauer in GPH integriert

Die Sperrstelle Lavin (Armeebezeichnung Nr. 1252) war eine Verteidigungsstellung der Schweizer Armee. Sie liegt östlich und westlich von Lavin an der Strasse von Davos über den Flüelapass ins Unterengadin.
Die Sperre wurde 1938–1943 von zivilen Unternehmen errichtet und gilt als militärhistorisches Denkmal von nationaler Bedeutung. Sie gehörte zur Grenzbrigade 12.

## Geschichte

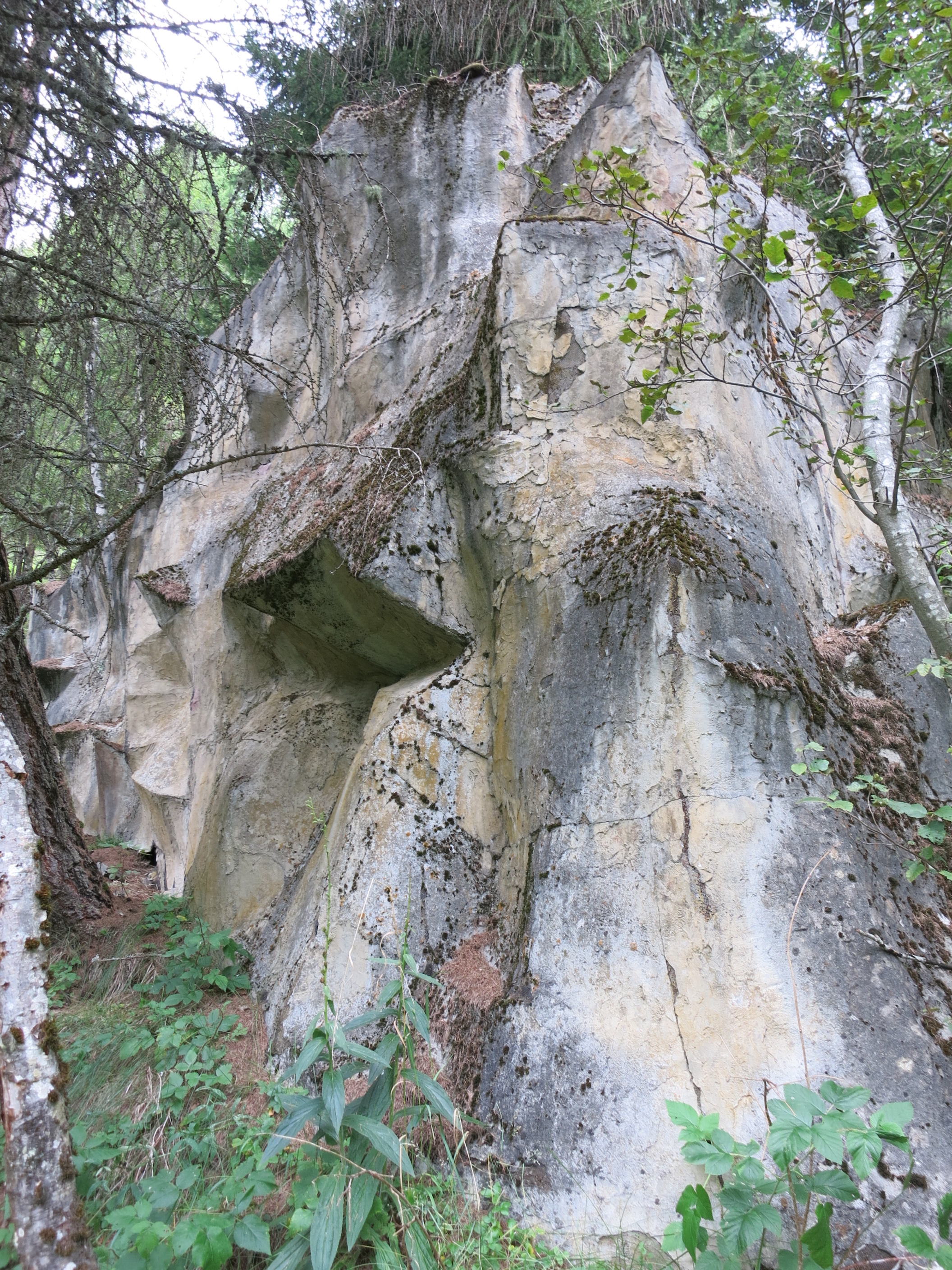
Hauptwerk Lavin links A 7609

Lavin war schon im Ersten Weltkrieg befestigt. Während des Zweiten Weltkriegs wurde das Dorf zur Schlüsselstelle und als erste starke Talsperre im Unterengadin ausgebaut. Die vier Geländepanzerhindernisse östlich und westlich des Dorfes wurden von sechs Infanteriewerken/-bunkern flankiert. Dazu kamen sieben Unterstandskavernen und in der Nachkriegszeit moderne Schutzunterstände. Die Talachse musste gesperrt und ein feindlicher Vorstoss von Osten ins Unterengadin und weiter über den Vereinapass nach Davos und Klosters verhindert oder verzögert werden. 
Die Sperrstelle wurde im Juli 1936 rekognosziert und im Mai 1938 begann der Bau von Strassenbarrikaden und eines Infanteriebunkers, drei Kampfkavernen folgten im September 1940. Die zugehörigen Geländepanzerhindernisse (GPH T 4015) wurden 1942/43 erstellt.
Die feuerstarke Sperre war mit elf verbunkerten Maschinengewehren, einer Panzerabwehrkanone, zwei Panzerbunkerkanonen und einem leichten Maschinengewehr Lmg bewaffnet. Die Häuser von Lavin waren als Panzersperre und Stellungsraum in die Sperre integriert. Offene Hindernislücken wurden mit Geländepanzerhindernissen in Form von Betonhöckern geschlossen.
Das Hauptwerk (Lavin links A 7609) konnte mit seiner erhöhten Lage die gesamte Sperre und dessen Vorfeld mit Feuer belegen. Es wurde vom Gegenwerk Valplan A 7611 geschützt. Die geräumigen Stollengänge hätten einen nachträglichen Ausbau als Artilleriewerk erlaubt, um ins Unterengadin wirken zu können. Der Bunker in der Mitte der Sperre (Lavin rechts A 7608) konnte mit seinen vier Maschinengewehren einen Winkel von 240 Grad mit Feuer bestreichen. Die südliche Talflanke musste mit beweglicher Infanterie gesperrt werden, die in drei Höhenunterkünften untergebracht werden konnte.
Der in den 1970er Jahren erstellte 8.1-cm-Festungsminenwerfer an der Flüelastrasse bei Susch/Murtèra wurde so platziert, dass er mit seinem Feuer auf die Sperrstellen Lavin und Crastatscha wirken konnte. 

### Anlagen der Sperrstelle Lavin
- Infanterie-Felsenwerk Planturen rechts A 7605: 1 Pz BK, 1 Mg, 1 Lmg ⊙
- Infanterie-Felsenwerk Planturen links A 7606: 1 Pz BK, 1 Mg ⊙
- Felsenwerk Pranun A 7607: 1 Mg ⊙
- Infanteriebunker Lavin rechts A 7608: 4 Mg ⊙
- Felsenwerk Lavin links A 7609: 1 Pak, 3 Mg ⊙
- Infanteriebunker Valplan A 7611: 2 Mg ⊙

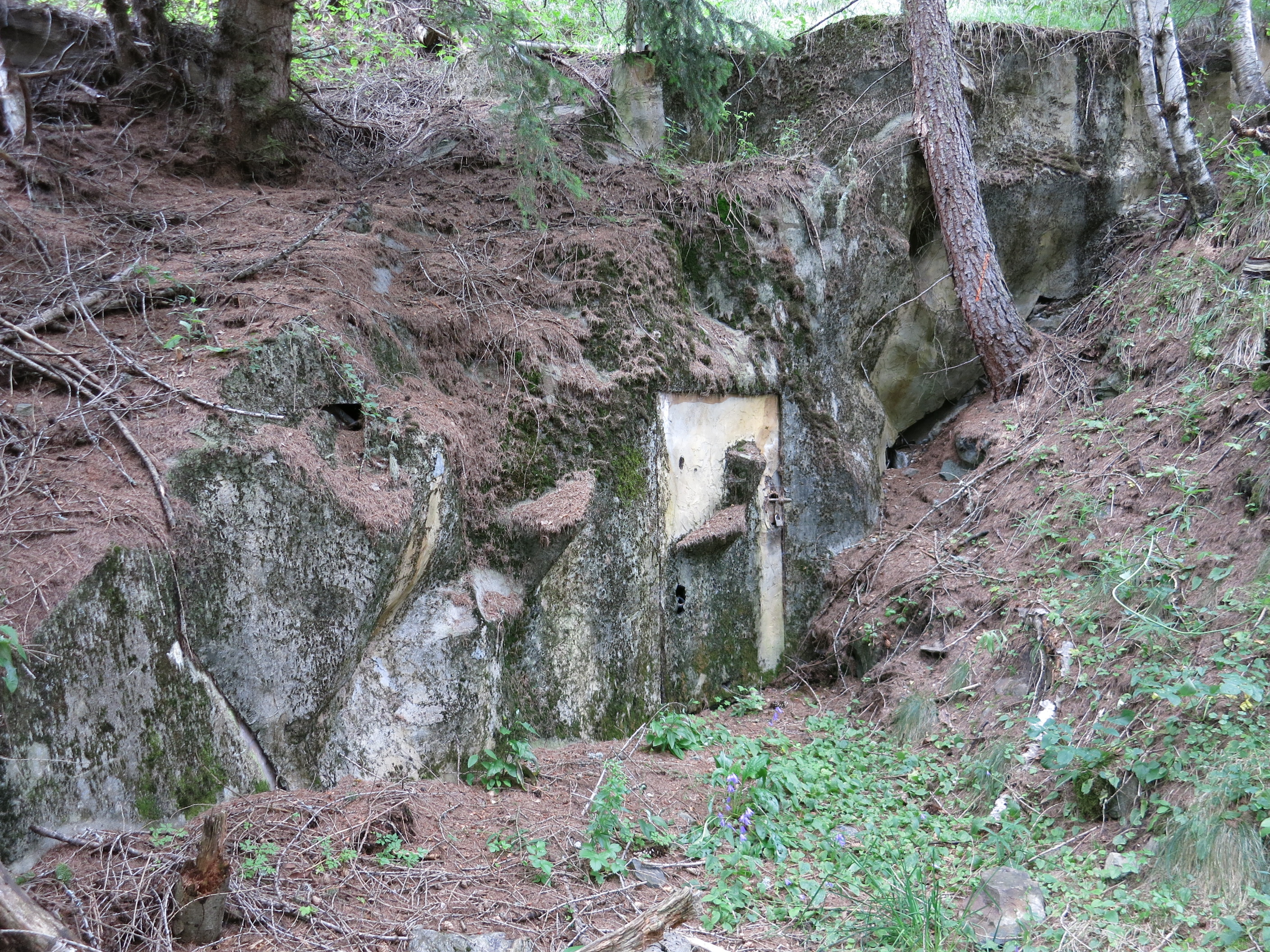
Hauptwerk A 7609 Eingang
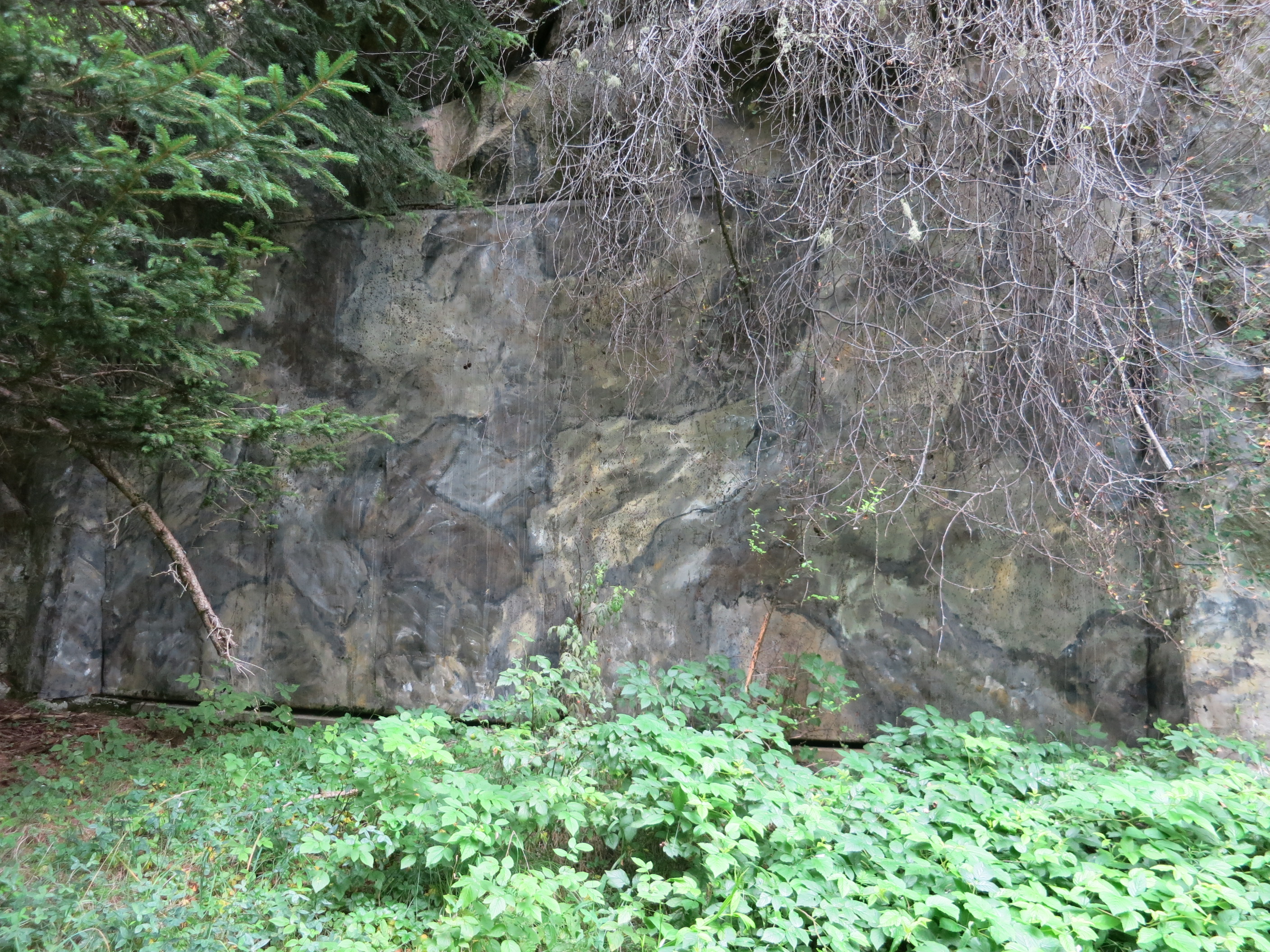
A 7609 Mg 1
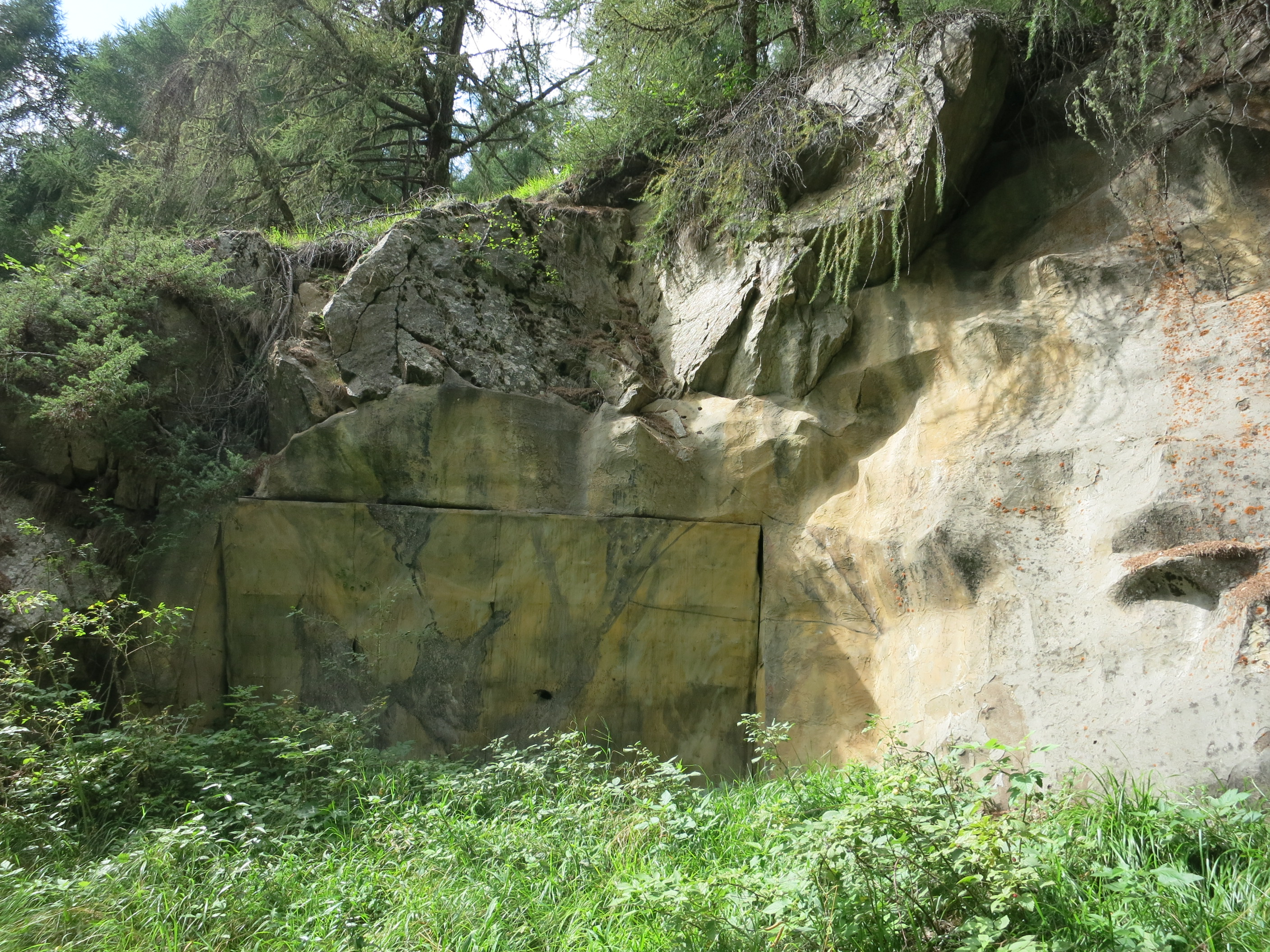
A 7609 Mg 2
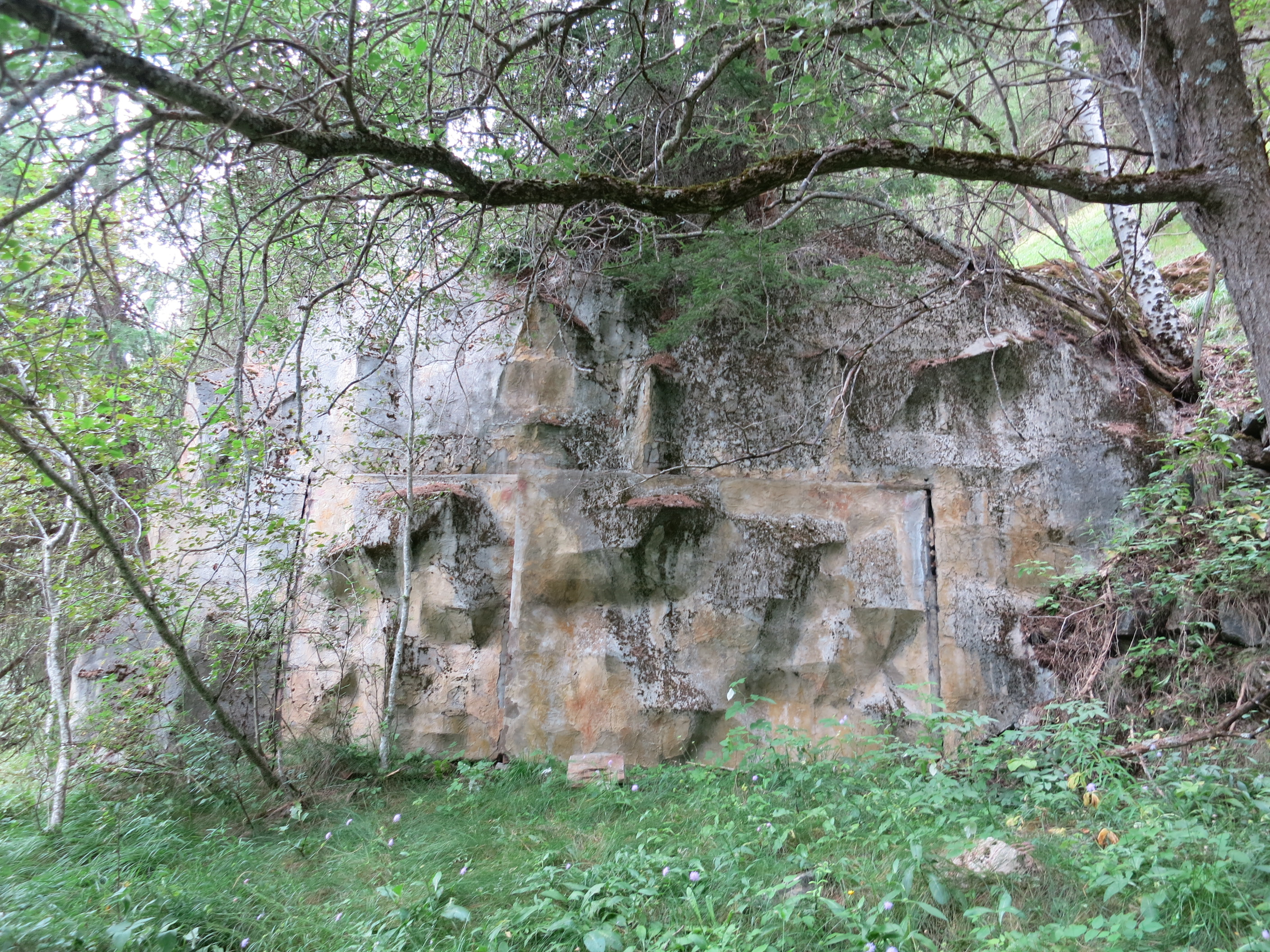
A 7609 Pak
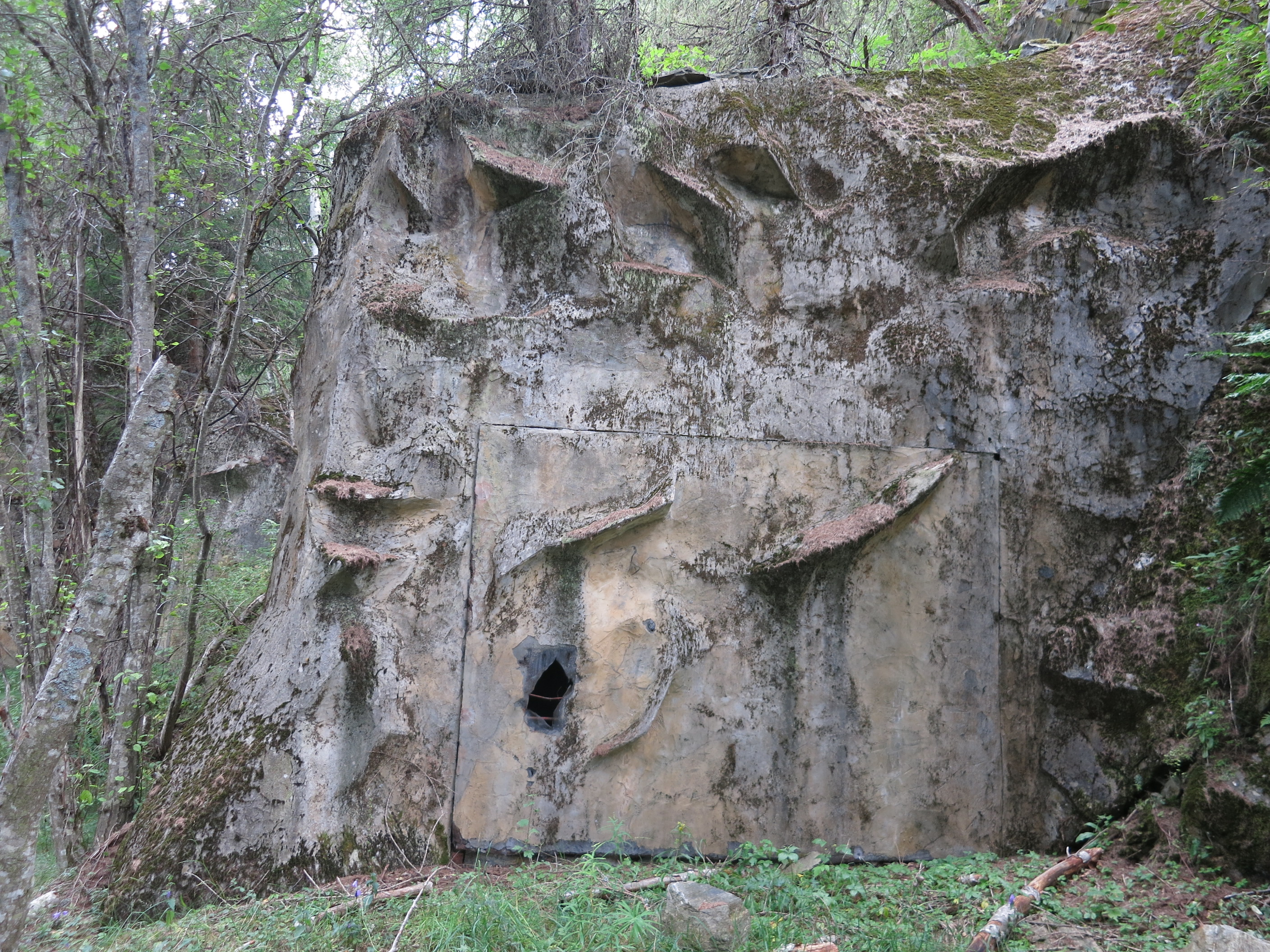
A 7609 Mg 3

- GPH Nordost Kirche T 4015 ⊙
- GPH Nordwest T 4015 ⊙
- GPH Südost Planturen T 4015  ⊙
- GPH Südwest Erluns T 4015 ⊙[3]
- Infanteriebunker Susch West A 7616: zwei 8.1-cm-Festungsminenwerfer ⊙

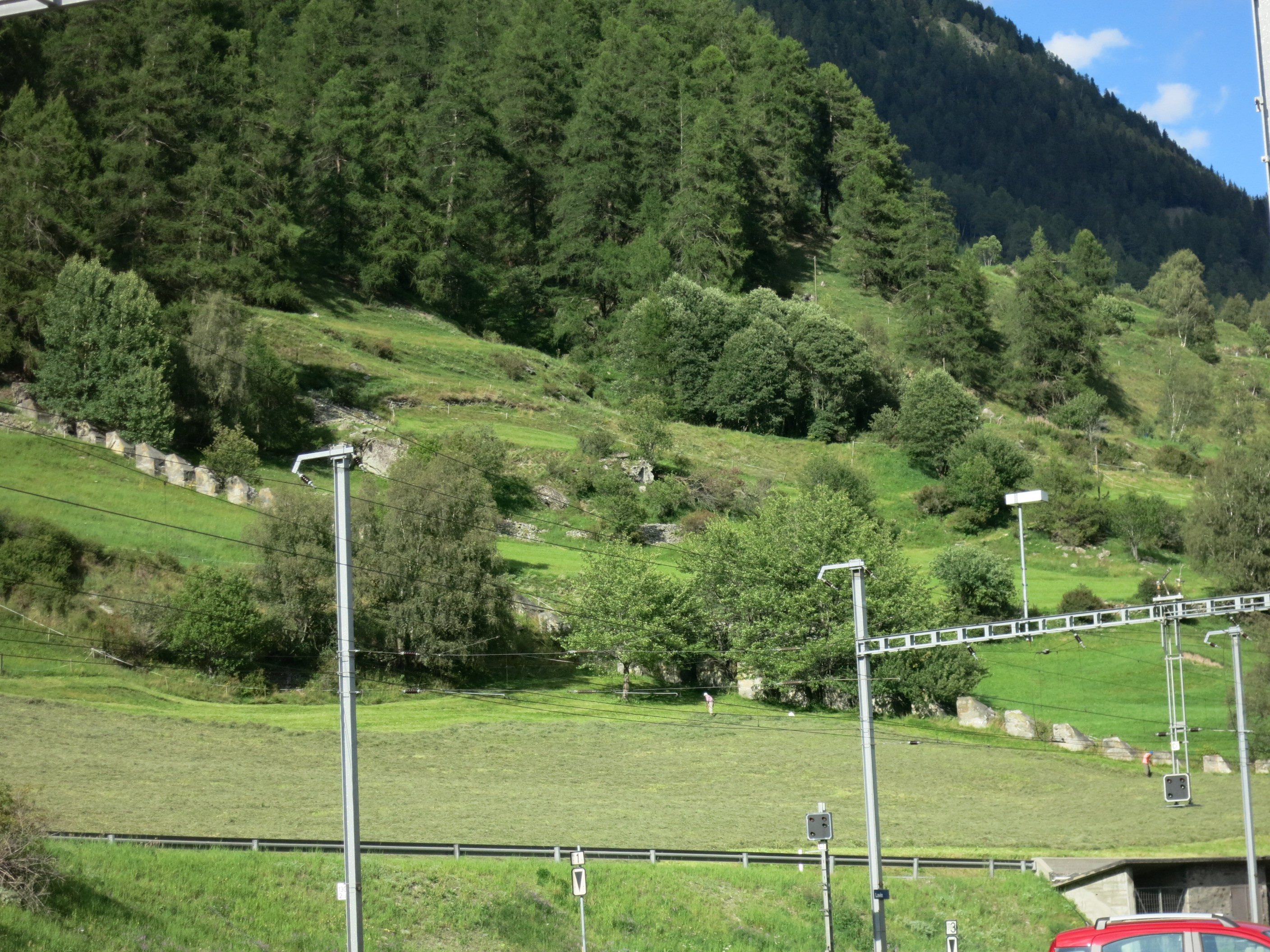
GPH T 4015 Nordost
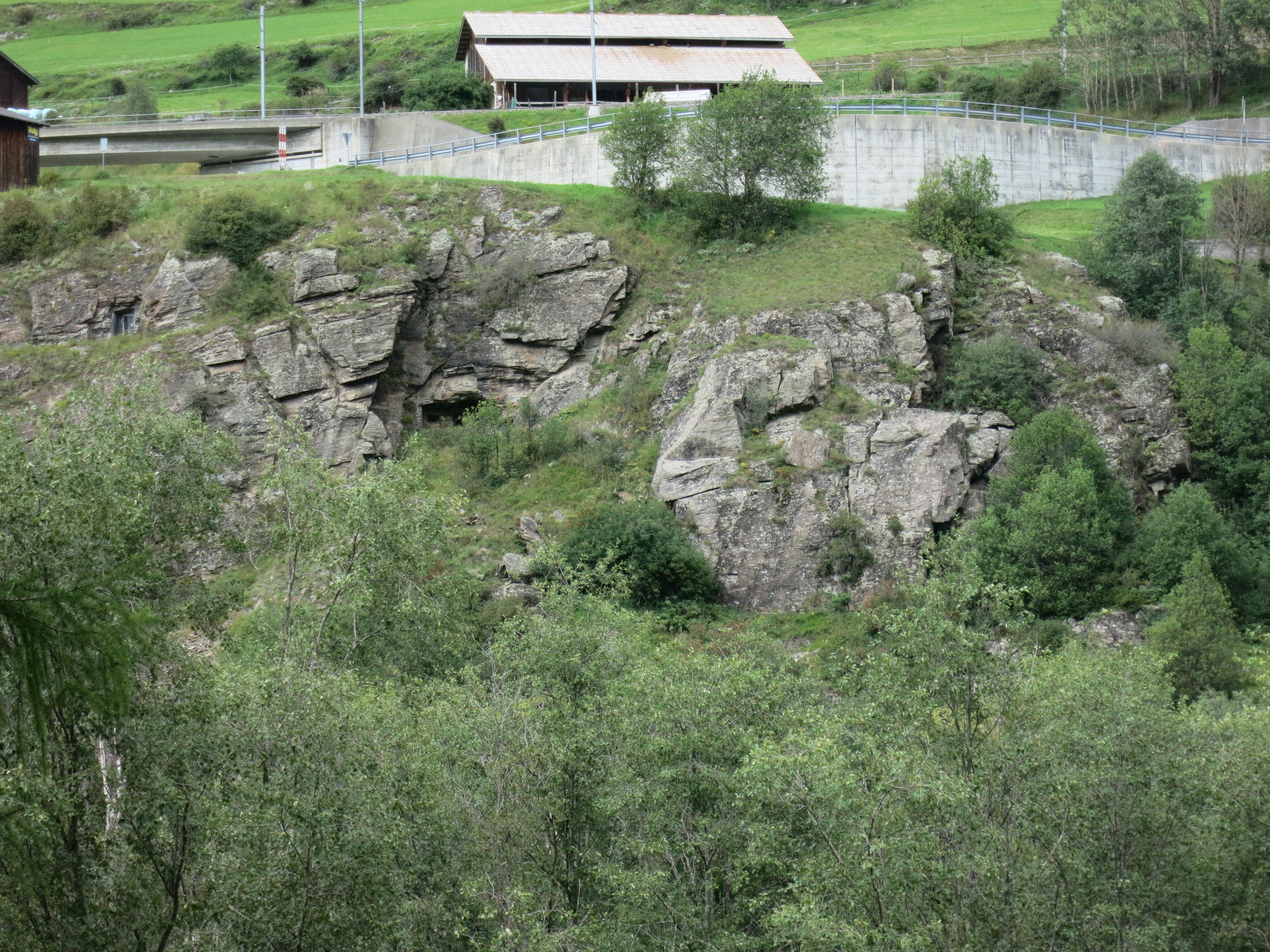
Felsenwerk Planturen links A 7606 mit Mg und Panzerbunkerkanone
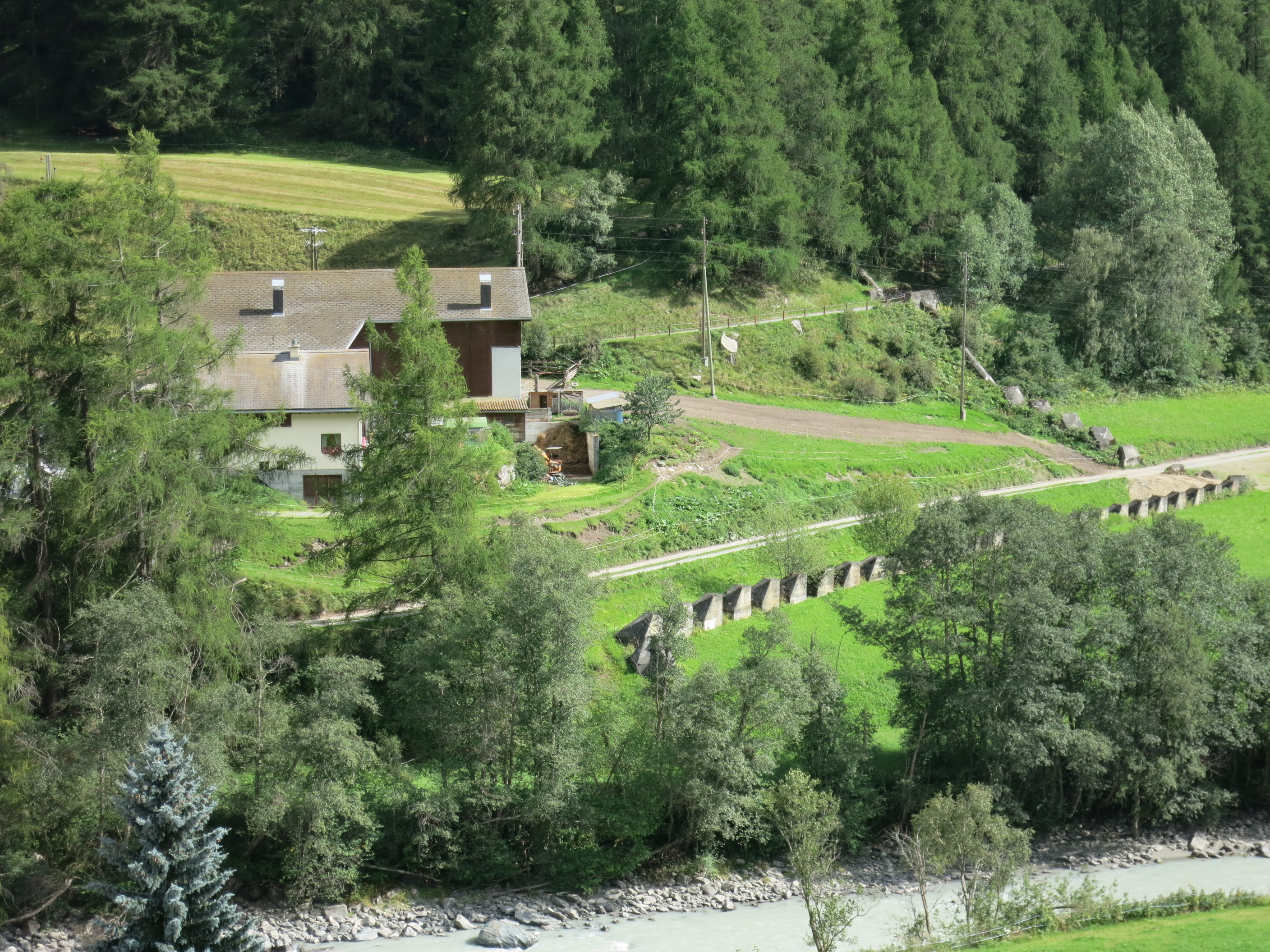
GPH T 4015 Südwest
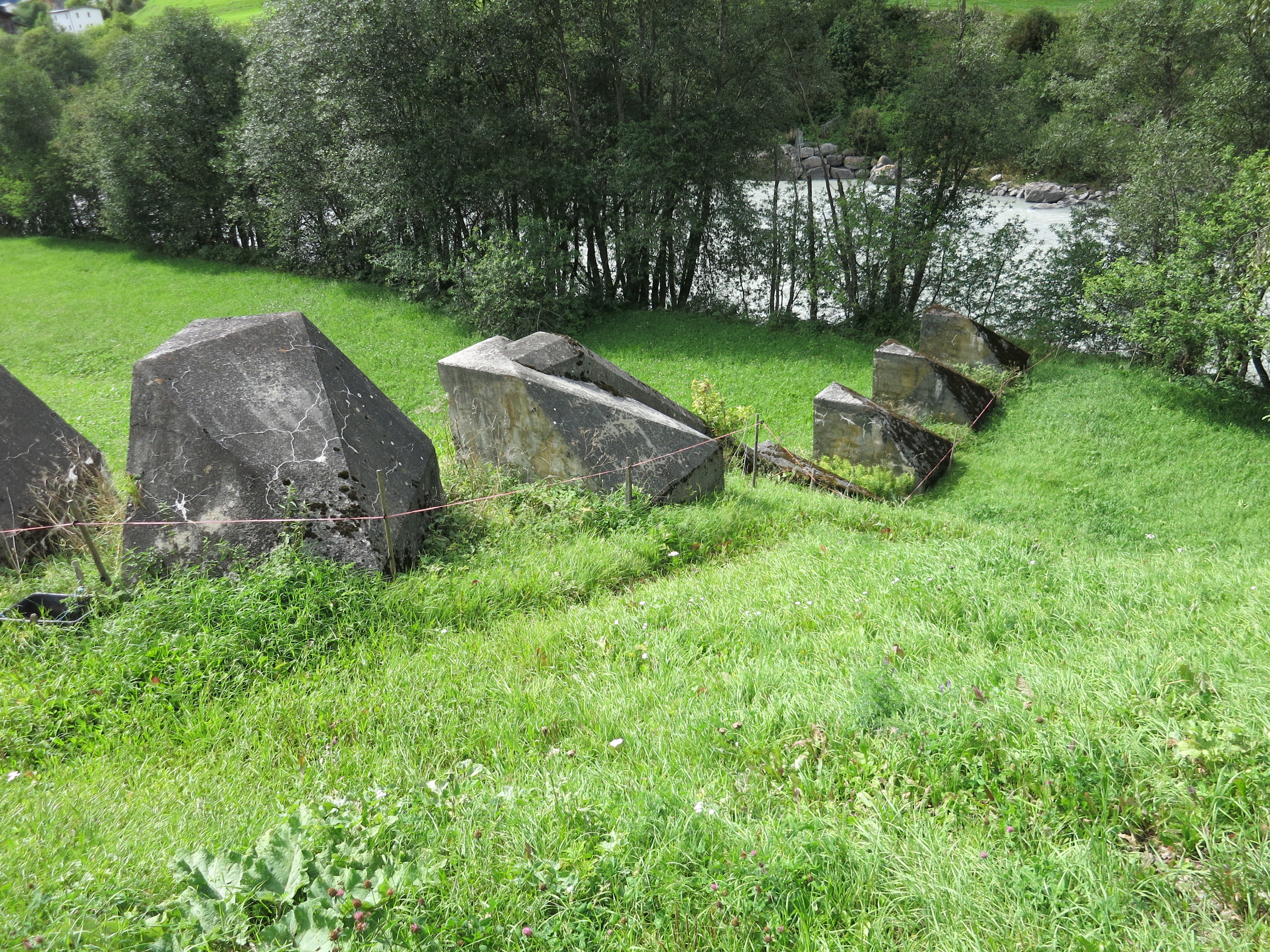
GPH Südwest am Inn

## Sperrstelle Ramosch
Ramosch (Remüs, Nr. 1268) ist die erste Sperrstelle im Inntal Richtung Österreich. Sie befindet sich unterhalb der mittelalterlichen Wehranlage Burg Tschanüff ⊙.
- Felsenwerk Tramblai A 7600: 1 Mg ⊙
- Felsenwerk Brancla links A 7601: 1 Mg, 1 Lmg ⊙
- Felsenwerk Brancla rechts A 7602: 1 Pz BK, 1 Mg ⊙

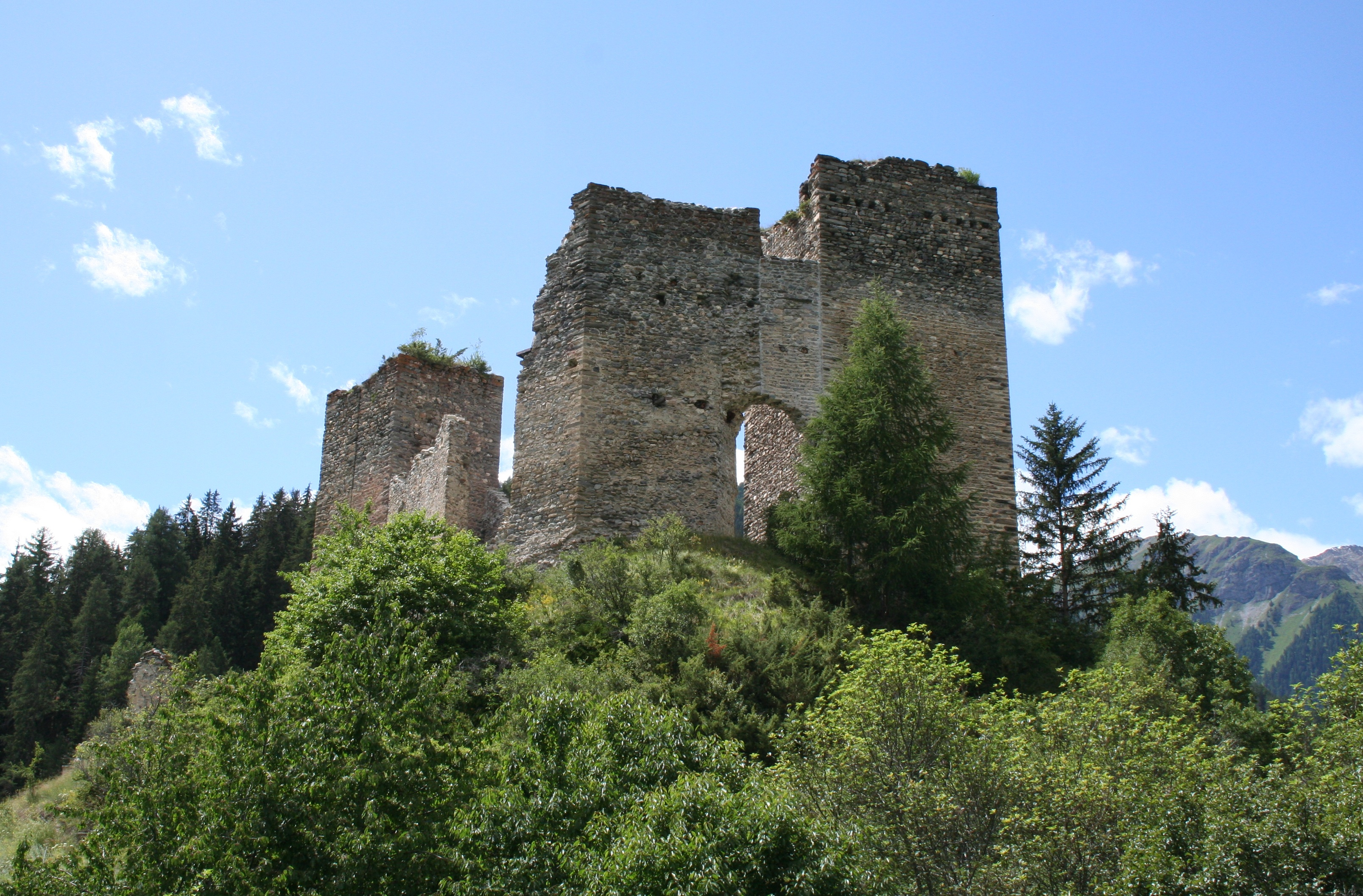
Ruine Tschanüff